# 房之骐
房之骐（？—？），字昇若（或字昂若），直隶大名府東明縣民籍，山东青州府益都县人。明末清初政治人物。

## 生平
天啓元年（1621年）辛酉科顺天乡试举人，崇祯元年（1628年）戊辰科進士，任國子監博士，擢授礼科给事中，崇祯十一年以忤权贵落职。
明亡仕清，顺治元年（1644年）十月起用为山东按察使司佥事、提调学政，三年四月升本省按察使、管右布政使事，七月以坐滥送贡监，降三级调用。后被革职。顺治十年（1653年）十一月，房之骐贿赂吏部尚书朱玛喇，以荐举铨补山东驿传道，被皇帝察知，房之骐革职，永不叙用。以亲老乞养，遂占籍益都。

## 家族
父房楠，万历二十九年进士。

## 著作
所著有《蒲上闻评》、《山居杂志》、《掖垣疏稿》、《麟㫖定》诸书。